# Storie 'e femmene
Storie 'e femmene è un album musicale della cantante napoletana Maria Nazionale, pubblicato nel 1997 dalla casa discografica Duck Records. L'album contiene il singolo "Ragione e Sentimento" - uno dei grandi successi dell'artista.

## Tracce
1. Mi farai morire (Antonio Casaburi-Francesco Chiaravalle) (3:15)
2. Comme 'nu Vestito (Antonio Casaburi-Francesco Chiaravalle)(3:38)
3. Ragione e Sentimento (Antonio Casaburi-Francesco Chiaravalle)(4:08)
4. Lla'(Antonio Casaburi-Francesco Chiaravalle) (3:52)
5. C' 'Aggia Fa' (Antonio Casaburi-Francesco & V. Chiaravalle)(3:15)
6. Ciao Ciao (Antonio Casaburi-Francesco Chiaravalle)(4:02)
7. Però te Penzo (Antonio Casaburi-Francesco Chiaravalle) (4:57)
8. Quand'Isso M'Accarezza (Antonio Casaburi-Francesco Chiaravalle)(4:13)
9. C'è Lei (Antonio Casaburi-Francesco Chiaravalle)(4:13)
10. Tu si' Napule (Antonio Casaburi-Francesco Chiaravalle)(4:06)
11. O Criaturo Mio (Antonio Casaburi-Francesco-Francesco Chiaravalle)(4:16)